# バーデン・バイ・ウィーン
バーデン・バイ・ウィーン（標準ドイツ語：Baden bei Wien, バイエルン・オーストリア語：Bådn bai Wean / Bodn bai Wean（ボートゥン・バイ・ヴェアン）, ラテン語：Aquae Pannoniae）は、オーストリア北東部、ニーダーエスターライヒ州バーデン郡に属する 基礎自治体（ゲマインデ） 。ウィーンの森の東麓、ウィーンの南約25キロに位置する。単にバーデン（ボートゥン）とも呼ばれるが、他のバーデンと区別するためには、「バイ・ウィーン」（ウィーン近郊の）をつける。

## 人口
- 2001年 - 約2万4502人

## 歴史
ローマ時代から「パンノニアの水」として知られた硫黄泉の湧く温泉地であった。1480年に都市特権を得るが、オスマン帝国による二度のウィーン包囲（1529年、1683年）に際して破壊を受けた。1813年から1834年にかけて、ハプスブルク家の夏の離宮が置かれた。第二次世界大戦後、1955年までソ連占領軍の司令部が置かれていた。

## 温泉
温泉は、リウマチ・循環器疾患・骨折などの治療に効果があるとされる。ベートヴェンも一時的にここに滞在して、養生したという。

## ギャラリー

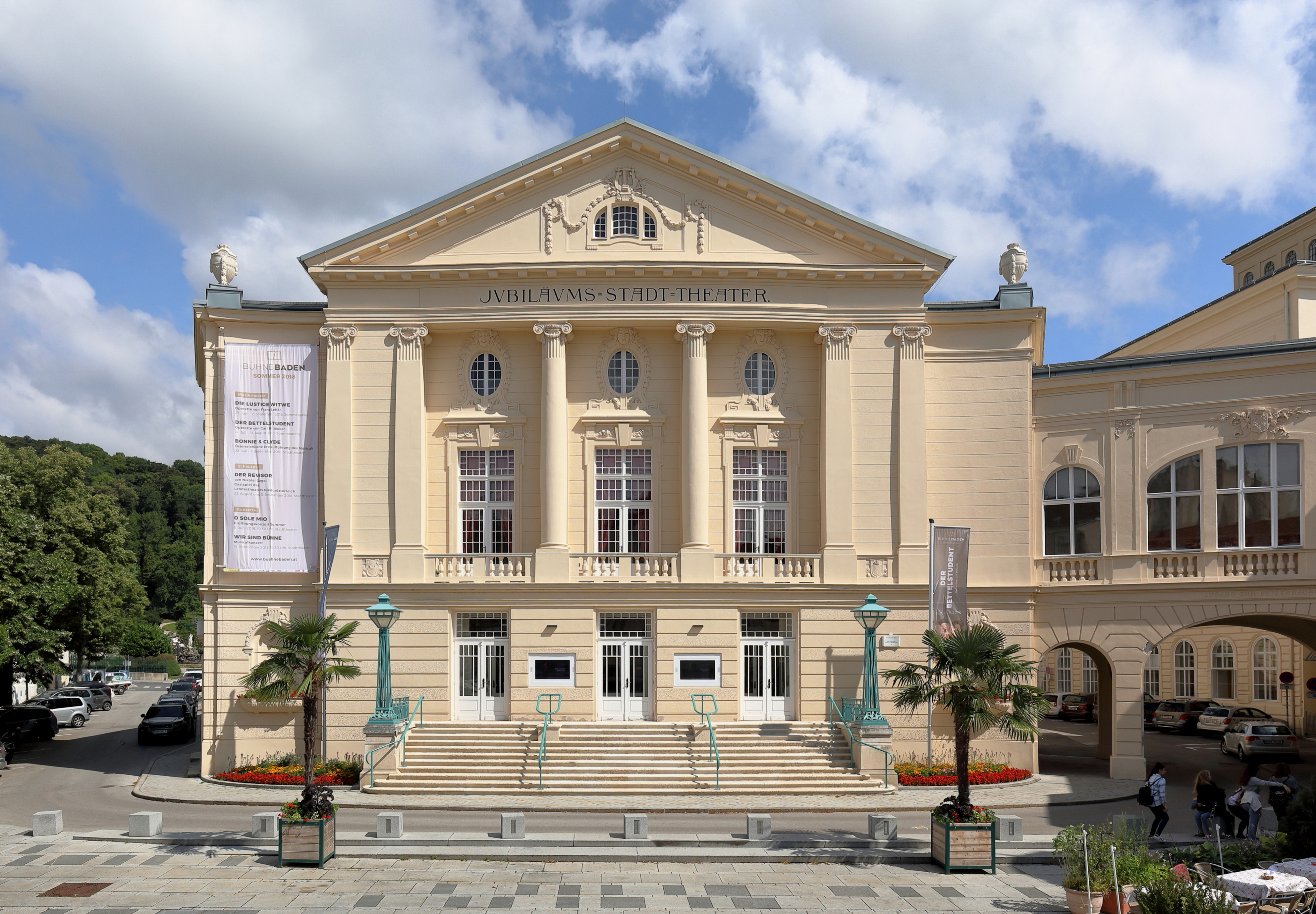
Stadttheater Baden
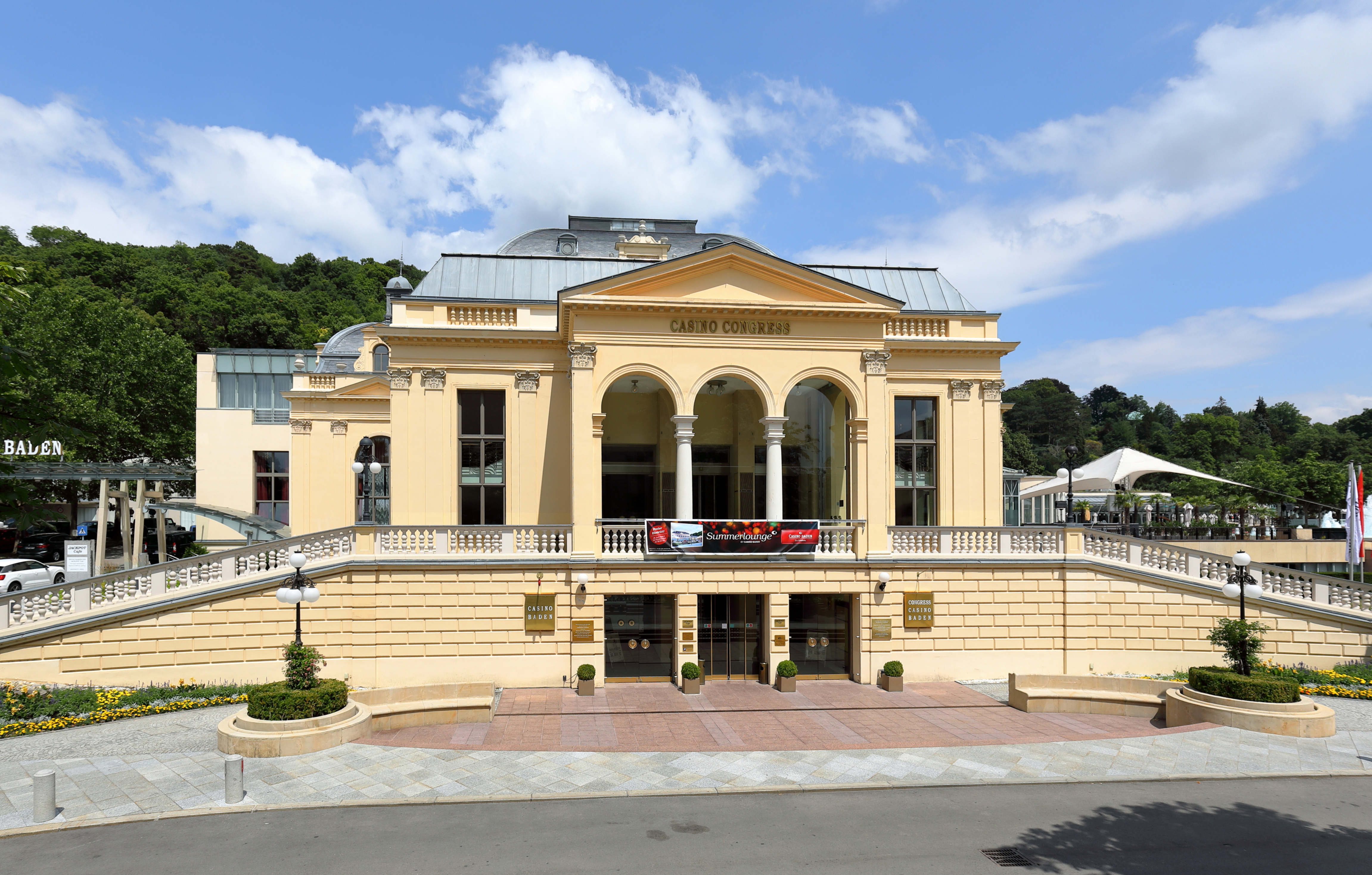
カジノ
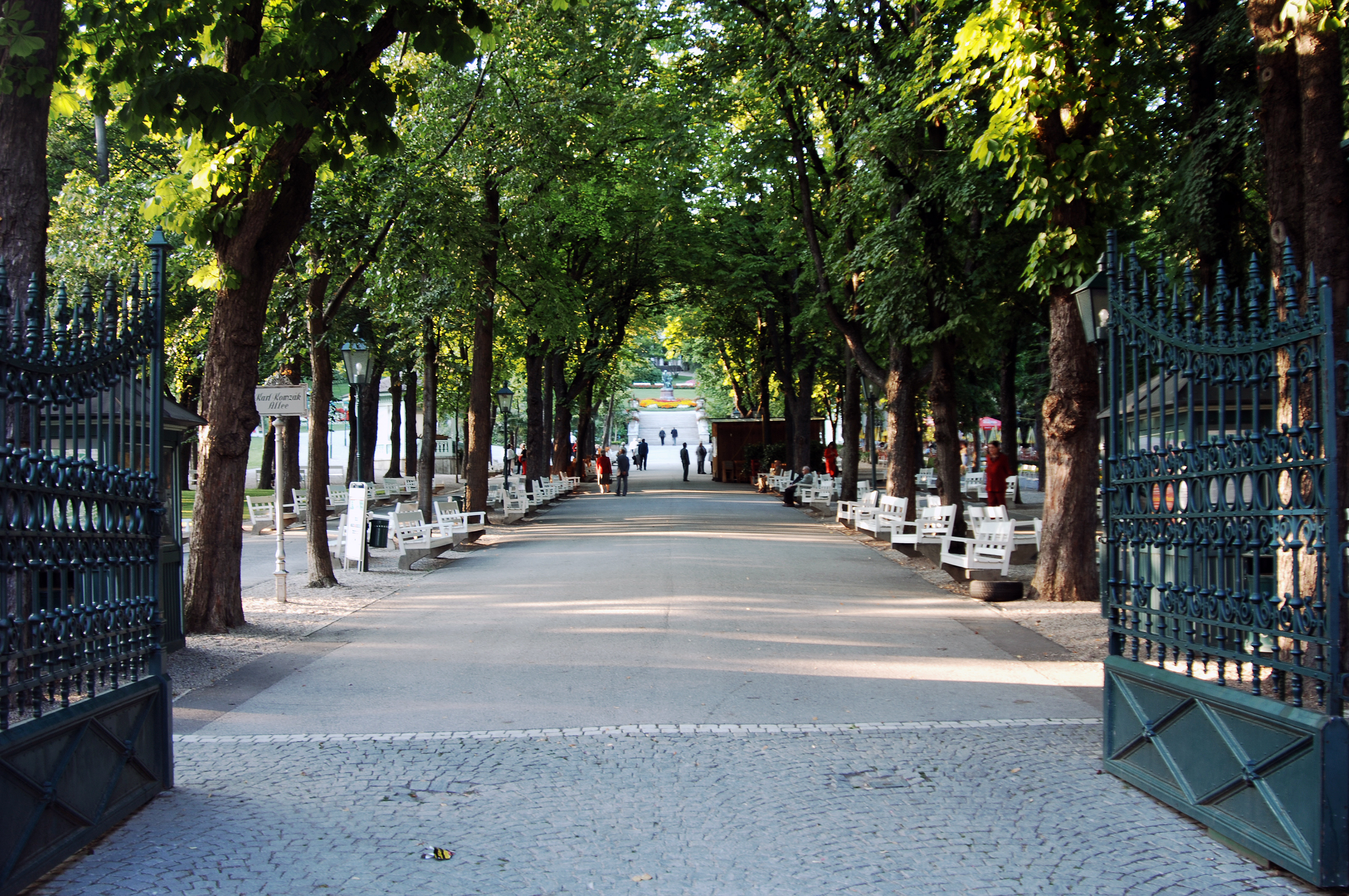
公園
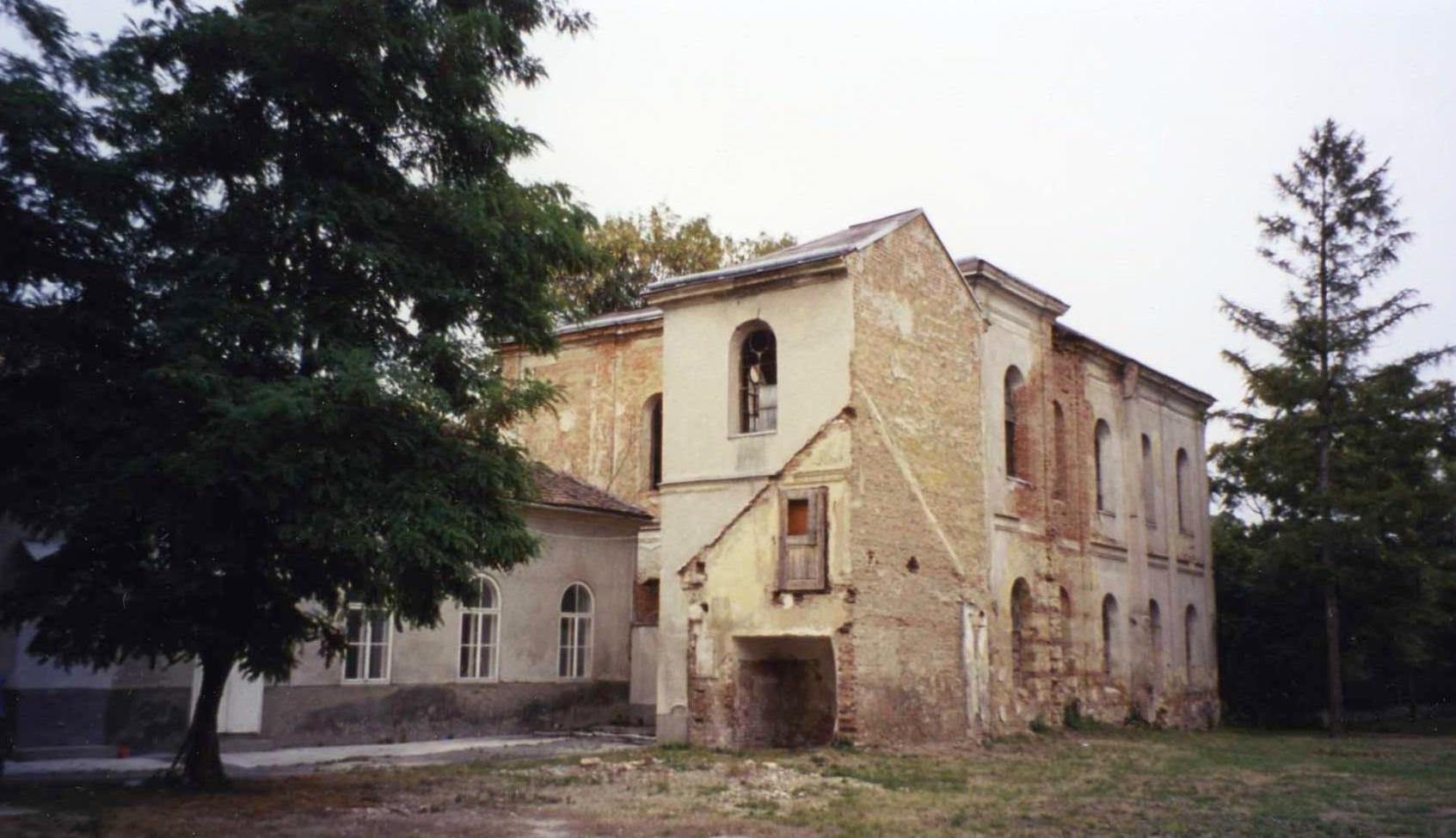
シナゴーグの廃墟